# Dobbewijk
Dobbewijk is een wijk in Voorschoten. De wijk ligt deels in de Oranjepolder aan de westkant van de spoorlijn Leiden - Den Haag, en deels op een oude strandwal. Het is nog te zien dat hier duinen waren, de weg daalt namelijk ruim een meter in de richting van Wassenaar.
De wijk bestaat voor een deel uit woningen (waarvan de oudste dateren uit ca. 1910) en voor de rest uit bedrijven.